# یارنو هینیکانگاس
یارنو هینیکانگاس (فنلاندی: Jarno Heinikangas؛ زادهٔ ۵ مارس ۱۹۷۹) بازیکن فوتبال اهل فنلاند بود.
از باشگاه‌هایی که در آن بازی کرده‌است می‌توان به باشگاه فوتبال تورون پالوسئورا اشاره کرد.
وی همچنین در تیم ملی فوتبال فنلاند بازی کرده‌است.